# Scaphiodonichthys acanthopterus
Scaphiodonichthys acanthopterus är en fiskart som först beskrevs av Fowler, 1934.  Scaphiodonichthys acanthopterus ingår i släktet Scaphiodonichthys och familjen karpfiskar. IUCN kategoriserar arten globalt som livskraftig. Inga underarter finns listade i Catalogue of Life.